# サクラ大戦 桜華絢爛
『サクラ大戦 桜華絢爛』（サクラたいせん おうかけんらん）は、セガ・エンタープライゼスのテレビゲーム作品『サクラ大戦シリーズ』をアニメ化した全4巻のOVA作品。1997年発売。
ゲーム以外のメディアに進出したシリーズ初の映像化作品で約6万本を売り上げた。
内容は第一幕から第三幕までが大神入隊以前の帝都花組結成秘話、第四幕がゲーム本編の時間軸でおきたサイドエピソードという設定になっている（プレストーリー扱いされる場合もある）。

## 登場人物
- 真宮寺さくら：横山智佐
- 神崎すみれ：富沢美智恵
- マリア・タチバナ：高乃麗
- 大神一郎：陶山章央
- アイリス：西原久美子
- 李紅蘭：渕崎ゆり子
- 桐島カンナ：田中真弓
- 米田一基：池田勝
- 藤枝あやめ：折笠愛

## あらすじ
第一幕 華の都の花いくさ
霊子甲冑開発、あやめの各国でのスカウト活動、そしてさくらは上京を決意する。
第二幕 桜の花に放てよ神剣
帝国華撃団&歌劇団発足、すみれ加入による不協和音、上京のため奥義を会得するさくら。
第三幕 春は弥生の初戦闘
さくら加入、戦闘訓練がうまく行かないまま実戦へ。
第四幕 真夏の夢の夜
隊員に振り回される日々を送る大神一郎が芝居の指揮を執ることに。

## スタッフ
- 原作・原案 - 広井王子
- 企画・監修 - レッドカンパニー
- 監督 - 石山タカ明
- 脚本 - 川崎ヒロユキ
- シリーズ構成 - あかほりさとる
- キャラクター原案 - 藤島康介
- キャラクターデザイン - 松原秀典
- OVAキャラクター設定 - 黒田和也
- メカニックデザイン - 永田太
- OVAメカニック設定 - 福地仁、村田護郎、小川浩、松尾慎、石本英治
- 美術監督 - 渋谷幸弘
- 色彩設定 - 井上喜代美、田中真紀（第二幕 - 第四幕）
- 撮影監督 - 山口利明（第一幕 - 第三幕）、吉田光伸（第四幕）
- 音楽 - 田中公平
- 音響監督 - 佐藤敏夫
- 選曲 - 合田豊
- 音響効果 - 倉橋静男
- プロデューサー - 佐々木絵美、川城和実、沢登昌樹、北條元彦（第一幕）、名越康晃（第二幕 - 第四幕）
- アニメーション制作 - RADIX
- 制作 - アニメイトフィルム
- 製作 - セガ・エンタープライゼス、バンダイビジュアル、アニメイトフィルム

## 主題歌
オープニングテーマ
「檄! 帝国華撃団」
作詞 - 広井王子 / 作曲 - 田中公平 / 編曲 - 根岸貴幸 / 歌 - 横山智佐&帝国歌劇団
エンディングテーマ
「わたしの青空」（第一幕 - 第三幕）
作詞 - 広井王子 / 作曲 - 田中公平 / 編曲 - 根岸貴幸 / 歌 - 折笠愛
「花咲く乙女」（第四幕）
作詞 - 広井王子 / 作曲 - 田中公平 / 編曲 - 多田彰文 / 歌 - 帝国歌劇団
挿入歌
「甲板フラフラ」（第一幕、第二幕）
作詞 - 広井王子 / 作曲 - 田中公平 / 編曲 - 多田彰文 / 歌 - 陶山章央
「さくら」（第二幕）
作詞 - 広井王子 / 作曲 - 田中公平 / 編曲 - 岸村正実 / 歌 - 横山智佐
「お祭りダンス」（第三幕）
作詞 - 広井王子 / 作曲 - 田中公平 / 編曲 - 岸村正実 / 歌 - 横山智佐

## 各話リスト
| 話数   | サブタイトル       | 脚本         | 絵コンテ   | 演出     | 作画監督                  | 発売日         |
| ------ | ------------------ | ------------ | ---------- | -------- | ------------------------- | -------------- |
| 第一幕 | 華の都の花いくさ   | 川崎ヒロユキ | 石山タカ明 | 山口頼房 | 吉野真一                  | 1997年12月18日 |
| 第二幕 | 桜の花に放てよ神剣 | 川崎ヒロユキ | 篠原俊哉   | 篠原俊哉 | 山沢実                    | 1998年2月25日  |
| 第三幕 | 春は弥生の初戦闘   | 川崎ヒロユキ | 克森甲呑   | 石原立也 | 武本康弘                  | 1998年5月25日  |
| 第四幕 | 真夏の夢の夜       | 川崎ヒロユキ | 石山タカ明 | 高山秀樹 | 金子匡邦 大島城次（メカ） | 1998年7月25日  |

## テレビ放送
- TBSで2000年4月8日よりテレビアニメ版『サクラ大戦』を放送するにあたり、その宣伝のため、同年4月5日から4月7日まで『春休みアニメフェスタ』（平日10:30 - 11:25の『三井奥さま劇場』）で、『ウルトラマンティガ』（再）と共に放送された。
- MBSではTBS同様、テレビアニメ版『サクラ大戦』を放送するにあたり、『アニメシャワー』枠にて、2000年2月13日から同年3月5日まで放送された。

| TBS 三井奥さま劇場                                                                                                  | TBS 三井奥さま劇場                                                 | TBS 三井奥さま劇場            |
| 前番組 | 番組名                                                             | 次番組                        |
| --- | ------------------------------------------------------------------ | ----------------------------- |
| 春休みアニメフェスタ逮捕しちゃうぞ（再） ↓ 離婚計画（再） 【つなぎとして追っかけ再放送】 + ウルトラマンティガ（再） | 春休みアニメフェスタサクラ大戦 桜華絢爛 + ウルトラマンティガ（再） | 愛していると言ってくれ （再） |

## ネット配信
『新サクラ大戦 the Animation』の放送を記念して、YouTubeの「TMS55周年記念公式チャンネル」よりOVAシリーズを1週間の期間限定で無料配信する事になり、まず初めに本作が2020年4月3日20:00から同年4月10日19:59まで4本まとめて配信、同日20:00からは第一幕のみが引き続き配信される。